# Peprilus paru
Peprilus paru (лат.) — вид лучепёрых рыб из семейства строматеевых (Stromateidae).

## Описание
Длина до 25—30 см; вес до 500 г. Тело очень высокое, сильно сжатое с боков. Хвостовой стебель также сжатый с боков, но очень короткий. Спинной плавник один, сплошной. Грудной плавник крыловидной формы, длинный, его основание расположено под углом 45° к оси тела. Брюшные плавники отсутствуют. Хвостовой плавник образован твердыми лучами, имеет глубоковильчатую формы. Чешуя очень мелкая, циклоидного типа. Имеет 2—5 спинных колючек, 38—47 мягких лучей в спинном плавнике, 2—3 анальных шипика и 35—45 мягких лучей в анальном плавнике. Отсутствуют слизистые поры, расположенные ниже передней половины спинного плавника. Кожа тонкая. Глаза относительно маленькие. Окраска серебристая.

## Ареал
Вид населяет субтропические воды Западной Атлантики: Чесапикский залив и север Мексиканского залива до берегов Аргентины.

## Биология
Пелагический вид. Рыбы живут на крупных отмелях, в прибрежных водах: в заливах, вокруг островов и на континентальном шельфе, на глубине 15—136 м (обычно 50—70 м) при температуре воды от 11,6 до 28 °С и солености воды 33,1—36,3 ‰. Молодь живёт в мелких прибрежных водах, часто в солоноватых устьях рек; где встречаются под морскими водорослями. Особи длиной до 10 см часто держатся под медузами рода Chrysaora. По мере роста они переходят от комменсализма с медузами к эктопаразитизму — поедают части щупалец, а затем и к хищничеству. Взрослые они питаются в основном мягкотелыми беспозвоночными, мелкой рыбой, ракообразными. Половое созревание происходит в 2 года. Осенью стаи уходят из прибрежной полосы на зимовку, во время которой рыбы держатся у дна на глубине 150—200 м.

## Хозяйственное значение
Иногда ловится в качестве промысловой рыбы. Ловится в Западной Атлантике в основном на крючковые снасти. Для восточной части США улов составляет от 2 до 10 тысяч тонн в год.